# Franz Schall
Franz Schall (Graz, 1 de junho de 1918 — Parchim, 10 de abril de 1945) foi um piloto alemão da Luftwaffe durante a Segunda Guerra Mundial. Abateu 133 aeronaves inimigas, o que fez dele um ás da aviação, incluindo 14 pilotando o caça a jacto Messerschmitt Me 262, tornando-se num dos maiores ases da jacto da história. Além destes dois grandes feitos, é de referir também uma ocasião em que, num único dia, abateu 13 aeronaves soviéticas.

## Carreira
Franz Schall nasceu em 1 de junho de 1918 na cidade de Graz, Áustria. Após a anexação de seu país pelo III Reich, em 1938, ele voluntariou-se para Luftwaffe, onde serviu inicialmente como membro de uma unidade de bateria antiaérea, até iniciar seu treinamento como piloto de caça, em 1 de setembro de 1941. Após completar seu curso, em fevereiro de 1943, o Leutnant Schall foi designado para servir junto ao 3./JG 52 (3.º Staffel da Jagdgeschwader 52), então lutando na Frente Russa. Sua primeira vitória viria em 6 de maio. Em 13 de julho de 1943, durante a Batalha de Kursk, Schall, acompanhado por seu ala Oberfeldwebel Franz Woidich, reivindicou uma aeronave de ataque ao solo Ilyushin Il-2 abatida. Em 11 de agosto de 1944, Schall foi nomeado Staffelkapitän (líder do esquadrão) do 3. Staffel do JG 52. Agora lutando no sul da Polônia e baseado em Cracóvia, isso levou ao seu período mais prolífico na guerra com várias vitórias em um dia: três em 12 de agosto (74–76), mais três no dia 24 (79–81), 11 (incluindo seis Il-2s) no dia 26 (83–93), e 13 (incluindo onze Il-2s) em 31 de agosto para ultrapassar a marca centenária (97–109). He was the 81st Luftwaffe pilot to achieve the century mark.

### Voando no Messerschmitt Me 262 e morte
Em 25 de setembro de 1944, Schall foi enviado a uma unidade especializada chamada Kommando Nowotny, em homenagem a Walter Nowotny, para testar e estabelecer táticas para o caça a jato Messerschmitt Me 262, recentemente desenvolvido. O General der Jagdflieger Adolf Galland esperava que o Me 262 compensasse a superioridade numérica das Forças Aéreas do Exército dos Estados Unidos (USAAF). Após a morte de Hauptmann Alfred Teumer em 4 de outubro, Schall foi nomeado Staffelkapitän do 2. Staffel. Em 7 de outubro, Schall e Feldwebel Helmut Lennartz foram escalados às 13:45 do aeródromo de Hesepe para interceptar uma formação de bombardeiros pesados. Nesse encontro, tanto Schall quanto Lennartz reivindicaram um bombardeiro Consolidated B-24 Liberator da USAAF abatido, as primeiras vitórias aéreas do Kommando Nowotny. Schall reivindicou um caça North American P-51 Mustang destruído em 28 de outubro e um caça Republic P-47 Thunderbolt em 6 de novembro. Ele recebeu a Cruz de Cavaleiro da Cruz de Ferro (Ritterkreuz des Eisernen Kreuzes) em 10 de outubro de 1944.

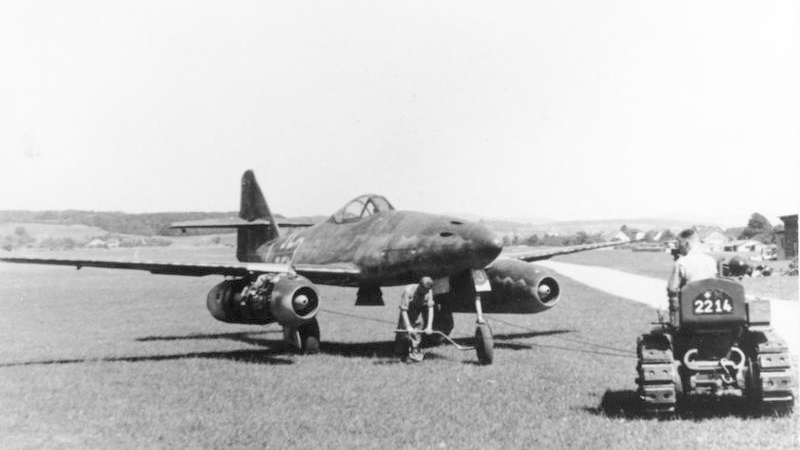
Me 262 A, por volta de 1944

Os generais Alfred Keller e Galland haviam agendado uma inspeção do Kommando Nowotny para a tarde de 7 de novembro de 1944. Galland já havia visitado o Kommando Nowotny várias vezes e estava profundamente preocupado com a alta taxa de desgaste e o escasso sucesso alcançado pelo Me 262. Depois de inspecionar os dois campos de aviação em Achmer e Hesepe, ele ficou no quartel de Penterknapp discutindo os problemas das últimas semanas. Vários pilotos expressaram abertamente suas dúvidas quanto à prontidão do Me 262 para operações de combate. TNa manhã seguinte, os generais chegaram novamente ao posto de comando de Nowotny, uma grande formação de bombardeiros foi relatada. Dois Rotten do Me 262 foram preparados para decolar, Erich Büttner e Schall em Hesepe, e Nowotny e Günther Wegmann em Achmer. No início, apenas Schall e Wegmann conseguiram decolar porque Büttner teve um pneu furado durante o taxiamento e as turbinas de Nowotny inicialmente se recusaram a dar partida. Schall e Wegmann fizeram contato com os americanos, reivindicando um P-51 e um P-47, respectivamente. No momento em que os americanos voltaram de sua operação com bombas, Nowotny, sua aeronave agora em condições de uso, e Schall decolou sozinho e fez contato com a força de bombardeiros a uma altitude de 10,000 meters (32,808 feet). Schall abateu dois P-51 antes de sofrer uma falha no motor. Tentando planar sua aeronave para Hesepe, Schall foi abatido pelo Tenente James W. Kenney do 357.º Grupo de Caças. Enquanto Schall conseguiu escapar com segurança, Nowotny foi morto em combate.
Após a morte de Nowotny, os pilotos do Kommando Nowotny foram transferidos para Lechfeld , onde se juntaram a 20-25 pilotos do III. Gruppe do Ergänzungs-Jagdgeschwader 3, também conhecido como Erprobungskommando Lechfeld, uma unidade de treinamento substituta que também treinou no Me 262. Em 19 de novembro, Kommando Nowotny se tornou o III. Gruppe da Jagdgeschwader 7 (JG 7), a primeira asa de caça a jato operacional do mundo , foi transferido para Brandenburgo-Briest. O JG 7 foi formado em agosto de 1944 e colocado sob o comando do Oberst Johannes Steinhoff. Na época de sua criação, o III./JG 7 era comandado pelo Major Erich Hohagen e o comando do 10. Staffel foi entregue a Schall.
Em 18 de março de 1945, a Oitava Força Aérea da USAAF atacou Berlim com 1.329 bombardeiros, escoltados por 733 caças. Vários Me 262s interceptaram a formação de bombardeiros e suas escoltas nas proximidades de Nauen-Rathenow-Brandenburgo-Potsdam. Aproximadamente às 11h15, Schall reivindicou um P-51 abatido. No dia seguinte, 374 bombardeiros Boeing B-17 Flying Fortress da 3.ª Divisão Aérea atacaram Carl Zeiss AG, um fabricante de sistemas ópticos, em Jena, e as fábricas de veículos motorizados em Zwickau e Plauen. Em defesa deste ataque, Schall reivindicou um B-17 abatido ao norte de Chemnitz. Em 21 de março de 1945, a Oitava Força Aérea da USAAF atacou vários campos de aviação da Luftwaffe na Alemanha com aproximadamente 1.300 bombardeiros pesados, escoltados por 750 aviões de caça. Naquele dia, Schall conquistou outra vitória aérea sobre um P-51. No próximo, a Oitava Força Aérea novamente teve como alvo várias instalações militares e campos de aviação na Alemanha. Mais uma vez Schall reivindicou um P-51 abatido, naquele dia na área de Cottbus-Bautzen-Dresden area. Em 24 de março, 1.714 bombardeiros, escoltados por aproximadamente 1.300 aviões de caça, alvejaram 18 aeródromos da Luftwaffe. Schall liderou o 10. Staffel aproximadamente às 12:00 do aeródromo de Parchim e enfrentou os bombardeiros ao sul de Berlim. Aproximadamente 15 Me 262s, a maioria deles armados com foguetes ar-ar R4M, reivindicaram vários bombardeiros destruídos, incluindo um B-17 de Schall. Em 31 de março de 1945, o Comando de Bombardeiros da Força Aérea Real (RAF) teve como alvo Wilhelmshaven, Bremen e Hamburgo. A força de ataque dos esquadrões de N.º 219, N.º 429, N.º 431, N.º 434, N.º 408, N.º 415 e N.º 425 haviam feito sua aproximação ao alvo durante a noite. Nas primeiras horas da manhã, os britânicos e canadenses foram interceptados por 20 Me 262s do I. Gruppe e sete Me 262s do III. Gruppe que reivindicou 19 bombardeiros quadrimotores, dois caças e provável destruição de outro bombardeiro. Schall conquistou duas vitórias neste confronto.
Em 4 de abril, Schall reivindicou um P-51 abatido. Naquele dia, o Comando de Bombardeiros da RAF tinha como alvo Nordhausen com 243 bombardeiros Avro Lancaster, enquanto a Oitava Força Aérea da USAAF enviou 950 B-17s e B-24s para os campos de aviação da Luftwaffe em Kaltenkirchen, Parchim, Perleberg, Wesendorf, Faßberg, Hoya, Dedelstorf e Eggebek, bem como os estaleiros de submarinos em Finkenwerder e os estaleiros em Kiel. Esta força de bombardeiros era protegida por 800 caças de escolta. Em 9 de abril, a RAF teve como alvo os navios alemães Admiral Scheer, Admiral Hipper e Emden ancorados em Kiel e outros alvos no norte da Alemanha. Naquela tarde, Schall reivindicou um Lancaster abatido. Em 10 de abril de 1945, Schall reivindicou um P-51 abatido, mas foi morto quando sua aeronave explodiu durante uma tentativa de pouso de emergência em Parchim. Sua aeronave rolou para dentro de uma cratera de bomba, capotou e explodiu.

## Condecorações
- Cruz de Ferro (1939)
  - 2ª classe
  - 1ª classe
- Troféu de Honra da Luftwaffe (20 de março de 1944) como Leutnant e piloto[37][Notas 1]
- Cruz Germânica em Ouro (20 de março de 1944) como Leutnant no I./JG 52[38]
- Cruz de Cavaleiro da Cruz de Ferro (10 de outubro de 1944) como Leutnant e Staffelführer no I./JG 52[39][Notas 2]

### Bibliography
- Bergström, Christer. «Bergström Black Cross/Red Star website». Identifying a Luftwaffe Planquadrat. Consultado em 18 de janeiro de 2019. Arquivado do original em 22 de dezembro de 2018
- Bergström, Christer (2007). Kursk—The Final Air Battle: July 1943. Hersham, Surrey: Classic Publications. ISBN 978-1-903223-88-8
- Boehme, Manfred (1992). JG 7 The World's First Jet Fighter Unit 1944/1945. Atglen, PA: Schiffer Publishing. ISBN 0-88740-395-6
- Fellgiebel, Walther-Peer (2000) [1986]. Die Träger des Ritterkreuzes des Eisernen Kreuzes 1939–1945 — Die Inhaber der höchsten Auszeichnung des Zweiten Weltkrieges aller Wehrmachtteile. Friedberg, Alemanha: Podzun-Pallas. ISBN 978-3-7909-0284-6
- Forsyth, Robert (2008). Jagdgeschwader 7 'Nowotny'. Col: Aviation Elite Units. 29. Oxford, UK: Osprey Publishing. ISBN 978-1-84603-320-9
- Matthews, Andrew Johannes; Foreman, John (2015). Luftwaffe Aces — Biographies and Victory Claims — Volume 4 S–Z. Walton on Thames: Red Kite. ISBN 978-1-906592-21-9
- Morgan, Hugh; Weal, John (1998). German Jet Aces of World War 2. Londres: Osprey Publishing. ISBN 978-1-85532-634-7
- Obermaier, Ernst (1989). Die Ritterkreuzträger der Luftwaffe Jagdflieger 1939 – 1945. Mainz, Alemanha: Verlag Dieter Hoffmann. ISBN 978-3-87341-065-7
- Patzwall, Klaus D.; Scherzer, Veit (2001). Das Deutsche Kreuz 1941 – 1945 Geschichte und Inhaber Band II. Norderstedt, Alemanha: Verlag Klaus D. Patzwall. ISBN 978-3-931533-45-8
- Patzwall, Klaus D. (2008). Der Ehrenpokal für besondere Leistung im Luftkrieg. Norderstedt, Alemanha: Verlag Klaus D. Patzwall. ISBN 978-3-931533-08-3
- Prien, Jochen; Stemmer, Gerhard; Rodeike, Peter; Bock, Winfried (2012). Die Jagdfliegerverbände der Deutschen Luftwaffe 1934 bis 1945—Teil 12/II—Einsatz im Osten—4.2. bis 31.12.1943. Eutin, Alemanha: Buchverlag Rogge. ISBN 978-3-942943-05-5
- Scherzer, Veit (2007). Die Ritterkreuzträger 1939–1945 Die Inhaber des Ritterkreuzes des Eisernen Kreuzes 1939 von Heer, Luftwaffe, Kriegsmarine, Waffen-SS, Volkssturm sowie mit Deutschland verbündeter Streitkräfte nach den Unterlagen des Bundesarchives. Jena, Alemanha: Scherzers Miltaer-Verlag. ISBN 978-3-938845-17-2
- Scutts, Jerry (1987). Lion in the Sky: US 8th Air Force Fighter Operations 1942–45. Somerset, UK: Patrick Stephens. ISBN 978-0-85059-788-2
- Smith, J. Richard; Creek, Edward J. (2000). Me 262. Three. Burgess Hill: Classic Publications. ISBN 978-1-903223-00-0
- Spick, Mike (1996). Luftwaffe Fighter Aces. Nova Iorque: Ivy Books. ISBN 978-0-8041-1696-1